# Bruno Heder
Bruno Trench Heder (San Paolo, 30 settembre 1986) è un conduttore televisivo e attore brasiliano.

## Biografia
Nato nel 1986, comincia la sua carriera come modello all'età di 19 anni. Dal 2003 partecipa ad alcuni spot pubblicitari e frequenta alcune lezioni di teatro. Nel 2006 fa un'audizione per un corso organizzato da Rede Globo.
Entra in Disney nel 2009, conducendo dallo stesso anno al 2012 il programma Zapping Zone in onda su Disney Channel Brasile e ogni 31 dicembre Disneyllon. Nel 2011 partecipa alla serie Quando Toca o Sino.
Dal 2012 ad oggi presenta The U-Mix Show, per tre stagioni, e Top-Tástico.

## Televisione
- Zapping Zone - programma TV (2009-2012)
- Disneyllon - programma TV (2009-2012)
- Quando Toca o Sino - serie TV (2011)
- The U-Mix Show - programma TV (2012-in corso)
- Top-Tástico - programma TV (2013)
- Que Talento! - serie TV (2014)